# Les Mailles du réseau
Les Mailles du réseau (titre original : Islands in the Net) est un roman de science-fiction de Bruce Sterling publié en 1988 aux États-Unis et pour la première fois en France en 1990 en deux tomes.

## Genre
Ce roman s'inscrit dans le mouvement cyberpunk, né au début des années 1980 avec William Gibson et son roman Neuromancien (1984).

## Histoire
Dans les années 2020, le monde est désormais couvert par le Réseau. Les multinationales fleurissent, mais aussi les pirates informatiques. Laura Webster, jeune employée de Rizome, mène une vie tranquille jusqu'au jour où elle se retrouve impliquée dans l'assassinat d'un dirigeant d'un État-Pirate. Laura se lance alors dans une dangereuse quête pour faire éclater la vérité, pendant que les États-Pirates se livrent une guerre sans merci et que l'ordre international menace de s'effondrer.

## Récompense
Ce roman a obtenu le prix John-Wood-Campbell Memorial 1989.

## Éditions françaises
Les Mailles du réseau a connu une première édition en 2 tomes chez Denoël en 1990 :
- Les Mailles du réseau - 1, Denoël, collection Présence du futur no 508, 1990  (ISBN 2-207-30508-2);
- Les Mailles du réseau - 2, Denoël, collection Présence du futur no 509, 1990  (ISBN 2-207-30509-0).

Il a été réédité par la suite en un seul tome :
- Denoël, collection Présence du futur no 508/509, 2000  (ISBN 2-207-25070-9);
- Gallimard, collection Folio SF no 110, 2002  (ISBN 2-07-042558-4).